# آيت التاجر (تافتشنا)
آيت التاجر هو دُوَّار يقع بجماعة تافتشنا، إقليم زاكورة، جهة درعة تافيلالت في المملكة المغربية. ينتمي الدوّار لمشيخة تافتشنا التي تضم 7 دواوير. يقدر عدد سكانه بـ 1235 نسمة حسب الإحصاء الرسمي للسكان والسكنى لسنة 2004.

## وصلات خارجية
- البوابة الوطنية للجماعات الترابية
- المندوبية السامية للتخطيط